# Phanogomphus militaris
Phanogomphus militaris is een echte libel uit de familie van de rombouten (Gomphidae).
De wetenschappelijke naam van de soort werd in 1858 als Gomphus militaris gepubliceerd door Hermann August Hagen.